# Quellband
Ein Quellband ist ein Fugendichtungsmaterial, welches unter Aufnahme von Wasser sein Volumen vergrößert.
In der Praxis unterscheidet man Quellbänder in a) Bentonit-Quellbänder und in b) wasserreaktive Quellgummies.
Bentonitquellfugenbänder werden vorzugsweise im Ortbetonbau zur Arbeitsfugenabdichtung eingesetzt.
Wasserreaktive Quellgummies werden vorzugsweise im Beton-Fertigteilbau zur Elementfugenabdichtung eingesetzt.

## Bentonit-Quellband
Das Bentonit-Quellband zeichnet sich in der Regel durch ein starkes, schnelles und zuverlässiges Quellverhalten aus.
Es besteht aus Natrium-Bentonit, eingebettet in eine Matrix aus hochmolekularem Polyisobutylenkautschuk sowie speziellen Füllern und Zusätzen.
Das Bentonit-Quellfugenband wird zur Abdichtung von Bauwerksfugen, die ständig oder zeitweise eine Belastung durch Grund-, Hang- und/oder Oberflächenwasser erfahren, verwendet.
Die bautechnisch notwendigen Arbeitsfugen können bis 7 bar = 70 mWS druckwasserdicht ausgebildet werden.
Der Einsatz in Wasserwechselzonen ist bei den heutigen Produkten meist problemlos möglich und sollte in einem Langzeitversuch geprüft worden sein.
Bentonitquellfugenbänder haben im Ortbetonbau den Vorteil, dass auch feine Risse infolge des Quellprozesses sicher und dauerhaft gedichtet werden.

## Wasserreaktive Quellgummi
Das wasserreaktive Quellgummi ist ein unter Wassereinwirkung quellendes Fugenabdichtungsprofil, das vorzugsweise bei Fugen im Segmentbau / Elementbau / Tübbingbau / Rohrvortrieb zum Einsatz kommt.
Quellgummies wurden speziell für den Einsatz erfolgreicher Fugenabdichtung im Segmentbau (Betonfertigteile / Betonsegmente) bis zu Wasserdrücken von 5 bar entwickelt.
Quellgummies haben im Segmentbau den Vorteil, dass diese auch bei Wasserzutritt „formstabil“ quellen und aus den meist „offenen“ Segmentfugen nicht ausgespült werden können.
In Deutschland muss für „Quellbänder“ ein allgemeines bauaufsichtliches Prüfzeugnis (abP) von einer Materialprüfanstalt (MPA) vorhanden sein, das die Verwendbarkeit des Produktes bescheinigt.